# Katrine Gislinge
Katrine Gislinge (* 1969) ist eine dänische Pianistin.

## Leben
Katrine Gislinge erhielt ihren ersten Klavierunterricht im Alter von sechs Jahren. Nach ihrem Diplom am Königlich Dänische Konservatorium in Kopenhagen im Jahre 1990 studierte sie u. a. in New York bei Seymour Lipkin, an der Yale University bei Boris Berman und Claude Frank sowie in London bei Peter Feuchtwanger.
In den Jahren 2006 und 2008 war Katrine Gislinge Jurorin der Tivoli International Piano Competition.

## Auftritte
Katrine Gislinge ist eine begehrte Kammermusikpartnerin. So ist sie beispielsweise bereits zusammen mit Gidon Kremer, Emmanuel Pahud, Augustin Dumay und Gérard Caussé aufgetreten.
Katrine Gislinge gibt auch Klavierabende und war Gast vieler internationaler Festivals, z. B. beim Festival Internacional Cervantino in Mexiko, beim Festival de Radio France et Montpellier, beim Lockenhaus Festival und beim Cyclades Music Festival.
Als Solistin von Orchesterkonzerten hat Katrine Gislinge ihr Können bereits unter Leitung u. a. von Eri Klas, Okko Kamu, Heinrich Schiff, Kurt Sanderling, Ádám Fischer, Sylvain Cambreling und Gustavo Dudamel zu Gehör gebracht.

## Auszeichnungen
Katrine Gislinge errang u. a. die Goldmedaille beim Berlingske Tidende Music Competition, den Gade-Preis, den Simon Spies Honorary Award, den Noilly Prat-Preis, den van Hauen Music-Award, den Walther Schröders Piano Prize, den Music Rewievers Society Award sowie den Merete & Helge Finsen Honorary Award.

## Diskografie
Im Jahr 1999 war Katrine Gislinge die erste dänische Pianisten, die bei der Deutschen Grammophon eine CD eingespielt hat.